# La Papillonne
Pour les articles homonymes, voir Butterfly.
Pour plus de détails, voir Fiche technique et Distribution.
La Papillonne (titre original : Butterfly) est un film américain réalisé par Clarence Brown, sorti en 1924.

## Fiche technique
- Titre : La Papillonne
- Titre original : Butterfly
- Réalisation : Clarence Brown
- Scénario : Marian Ainslee et Olga Printzlau
- Photographie : Ben F. Reynolds
- Société de production : Universal Pictures
- Pays d'origine :  États-Unis
- Format : Noir et blanc — 35 mm — 1,33:1 — Muet
- Genre : Film dramatique
- Date de sortie : 1924

## Distribution
- Laura La Plante : Dora Collier
- Ruth Clifford : Hilary Collier
- Kenneth Harlan : Craig Spaulding
- Norman Kerry : Konrad Kronski
- Cesare Gravina : Von Mandescheid
- Margaret Livingston : Violet Van De Wort
- Freeman Wood : Cecil Atherton
- T. Roy Barnes : Cy Dwyer
- Nora Cecil : Voisine (non créditée)
- Alice Howell : Danseuse (non créditée)